# Дмитрівка (Фастівський район)
Дми́трівка — село в Україні, у Фастівському районі Київської області. Населення становить 595 осіб. Входить до складу Кожанської селищної громади.

## Історія
У своїй праці «Сказання про населені місцевості Київської губернії» яка вийшла в світ у 1864 році Лаврентій Іванович Похилевич про село Дмитрівка яке належало приходом до села Півні пише таке:(рос.)
|  | ПИВНИ, очень древнее село (см. Грамоту Владимира Ольгердовича под описанием Сквиры), на правой стороне реки Унавы. Жителей обоего пола 846 православных и 28 римских католиков. В некоторых старых документах называется также Петухами. Церковь деревянная во имя Иоанна Золотоустого, построена около 1738 года, как видно из визиты, в 1746 году происходившей. По штатам состоит в 4 классе; земли имеет 56 десятин. Противоположная сторона реки Унавы принадлежит к Хвастовскому казенному имению. Заречная часть села, населенная уже казенными жителями в числе 509 душ обоего пола, называется Дмитревкой; а немного ниже по реке Унаве, на левой стороне, в 3-х верстах от Дмитревки казенная деревня Волица, у коей 695 душ. В 1740 году Пивнянский приход составляли: 23 дома в Пивнях и 26 в Кожанке. В обоих селах способных к исповеди считалось 260 душ обоего пола, а с детьми до 400 (см.виз. 1740 г. Белоц. дек.). Священником в то время был Иоанн Зубрицкий. |